# Moon Kyeong-ha
Moon Kyeong-Ha (29 de maio de 1980) é uma handebolista sul-coreana e medalhista olímpica.
Moon Kyeong-Ha fez parte da geração medalha de prata em Atenas 2004. Em Sydney 2000 e Londres 2012, foi quarta colocada.